# باول فيريس
باول فيريس (بالإنجليزية: Paul Ferris)‏ (10 يوليو 1965 في المملكة المتحدة - ) هو لاعب كرة قدم بريطاني في مركز الوسط. لعب مع نيوكاسل يونايتد ونادي غيتزهد.

## وصلات خارجية
- باول فيريس على موقع قاعدة بيانات كرة القدم.إي يو (الإنجليزية)